# Giulio Scardola
Giulio Scardola (Roma, 23 settembre 1898 – ...) è stato un calciatore italiano, di ruolo centrocampista.

## Carriera

### Calciatore

#### Club
Scardola inizia la sua carriera con la Fortitudo nel 1922, tuttavia, in seguito alla fusione di Fortitudo, Roman e Alba, nel 1927 passa alla Roma, giocandovi una sola stagione e ottenendo la Coppa CONI 1928, prima di terminare la sua carriera.

## Statistiche

### Presenze e reti nei club
Statistiche aggiornate al 31 dicembre 2014.
| Stagione         | Squadra          | Campionato       | Campionato | Campionato | Coppe nazionali | Coppe nazionali | Coppe nazionali | Coppe continentali | Coppe continentali | Coppe continentali | Altre coppe | Altre coppe | Altre coppe | Totale | Totale |
| Stagione         | Squadra          | Comp             | Pres       | Reti       | Comp            | Pres            | Reti            | Comp               | Pres               | Reti               | Comp        | Pres        | Reti        | Pres   | Reti   |
| ---------------- | ---------------- | ---------------- | ---------- | ---------- | --------------- | --------------- | --------------- | ------------------ | ------------------ | ------------------ | ----------- | ----------- | ----------- | ------ | ------ |
| 1922-1923        | Fortitudo        | PD               | ?          | ?          | -               | -               | -               | -                  | -                  | -                  | -           | -           | -           | ?      | ?      |
| 1923-1924        | Fortitudo        | PD               | ?          | ?          | -               | -               | -               | -                  | -                  | -                  | -           | -           | -           | ?      | ?      |
| 1924-1925        | Fortitudo        | PD               | ?          | ?          | -               | -               | -               | -                  | -                  | -                  | -           | -           | -           | ?      | ?      |
| 1925-1926        | Fortitudo        | PD               | ?          | ?          | -               | -               | -               | -                  | -                  | -                  | -           | -           | -           | ?      | ?      |
| 1926-1927        | Fortitudo        | DN               | ?          | ?          | -               | -               | -               | -                  | -                  | -                  | -           | -           | -           | ?      | ?      |
| Totale Fortitudo | Totale Fortitudo | Totale Fortitudo | 14         | 2          |                 | -               | -               |                    | -                  | -                  |             | -           | -           | 14     | 2      |
| 1929-1930        | Roma             | DN               | 3          | 0          | CC              | 0               | 0               | -                  | -                  | -                  | -           | -           | -           | 3      | 0      |
| Totale carriera  | Totale carriera  | Totale carriera  | 17         | 2          |                 | 0               | 0               |                    | -                  | -                  |             | -           | -           | 17     | 2      |

## Palmarès

### Giocatore

#### Club

##### Competizioni nazionali
- Coppa CONI: 1

Roma: 1928